# Global intifada
Global intifada var ett vänsterextremistiskt löst sammanhållet nätverk, känt för ett flertal attentat mot företag och politiska mål. Bland attentaten ingår brandbomber mot två diplomatbilar i Stockholm 2005, utplacering av brandbomber vid FMV 2006 och störning av politiska möten under valrörelsen 2006. Enligt Säkerhetspolisen i november 2007 bedriver Global intifada inte någon kontinuerlig verksamhet.
Organisationen säger sig själv bekämpa imperialism och kapitalism genom det som kallas direkt aktion. Global intifada anses skilja sig från den större vänsterextrema aktionsgruppen AFA som är mer organiserad som en grupp. Global Intifada beskrivs av säkerhetspolisen som ett "aktionsnamn". I det namnet har det genom åren begåtts ett antal brott. Gruppen beskrev sig själv efter ett attentat år 2004 som "ett nätverk av varandra oberoende grupper och individer". De säger att de "kämpar mot den rådande världsordningen". Främst med sikte på "imperialismen och kapitalet". Som metod ser de sig även "tvungna att tillgripa militanta medel." Hellre än att stå passiva "tar vi (gruppen) stenen i vår hand."

## Termen och aktionsnamnets ursprung
Nätverket och introduktionen av termen "Global intifada" i Sverige har kopplats till den autonoma rörelsen via den propalestinska kampanjen sommaren 2006 där Global intifada var en del. Syndikalistiska ungdomsförbundet har använt termen "global intifada" sedan hösten 2002, ett år före det första kända attentatet. Termen "global intifada" var även namnet på ett häfte som gavs ut av den anarkistiska organisationen Arbetarfront 1993 och återutgavs av gruppen Folkmakt samma år. Ursprungstexten till detta häfte, som skrevs på engelska och som uppmanar till "global intifada", kan ha skrivits av en grupp exilpalestinier i London år 1992.

## Attentat
Under 2003 och 2004 genomförde gruppen attentat mot det polska konsulatet i Sundbyberg, mot Bofors i Stockholm och Göteborg, mot företaget Aimpoint i Malmö och mot den danska ambassaden i Stockholm. Samtliga attentat var protester mot krigen i Irak och i Tjetjenien. Gruppen tog på sig attentatet mot den polska ambassaden i en kommuniké på webbplatsen IMC Sverige den 21 december 2004. De skriver att "brandbomber kastades mot byggnaden" samt att "attentatet genomfördes som en markering mot den polska staten för deras inblandning i den imperialistiska ockupationen av Irak".
Ytterligare attentat är angreppen med brandbomber mot danska ambassadens och ryska ambassadens bilar under 14 januari 2005 respektive 24 mars 2005. Attentaten fick uppmärksamhet i svenska massmedia. Attentaten skedde som en protest mot den danska immigrationspolitiken och stöd till kriget i Irak och det ryska kriget i Tjetjenien. Global intifada tog även på sig skulden för utplaceringen av brandbomber vid Försvarets materielverk (FMV) i Stockholm 28 augusti 2006. Som anledning angav organisationen till media att FMV aktivt köper militär utrustning av Israel.
Den 22 augusti 2006 genomförde Global intifada ett attentat mot ett politiskt möte i Kungsträdgården i Stockholm. Syftet var att störa ett evenemang arrangerat av Villaägarnas riksförbund och Skattebetalarnas förening, vilket också skedde. Aktivister, varav några var utklädda till stereotypa moderatsympatisörer störde mötet.  Global intifada informerade om aktionen på förhand på sin webbsida.

## Propaganda
Inför en aktion 2004 mot en festival till stöd för Israel i Stockholm, skrev gruppen på Independent Media Center-Sverige:
| ” | Det är... dags att ta den anti-imperialistiska kampen till en ny nivå. Det palestinska folket har inte tid att vänta på namninsamlingar och sossedemonstrationer. Den anti-imperialistiska och anti-sionistiska organisationen Global Intifada, väljer att inte stå passiva. Dagens aktion markerar Global Intifadas födelse som en internationell motståndsrörelse mot sionism, fascism och imperialism. | „ |

Global intifada har på sin webbplats inbjudit till en "fest" i Kungsträdgården i Stockholm den 22 augusti 2006. Syftet var att störa ett evenemang arrangerat av Villaägarnas riksförbund och Skattebetalarnas förening, vilket också skedde. Global intifada annonserade sin aktion med följande paroll:
| ” | Kan vi spränga bilar så kan vi spränga myten om samförståndet. | „ |

Gruppen skrev även följande:
| ” | Vi tittade på oss själva; hemlösa, boende i andra och tredje hand, svartkontrakt, kollektiv. Vi tittade sedan ned på seglarjackorna och Ganttröjorna, ned på den välmående medelålders villaägande borgarklassen och vi tänkte alla samma tanke: Åt helvete med dem. | „ |